# Adila d'Arányi Fachiri
Adila d’Arányi, sposata Fachiri (Budapest, 26 febbraio 1886 – Londra, 15 dicembre 1962), è stata una violinista ungherese naturalizzata inglese.
Nel 1915 cambiò cognome in Adila Fachiri d’Arány.

## Biografia
Adila d’Arányi iniziò gli studi del violino all'Accademia di Musica di Budapest. Dai dieci anni proseguì gli studi con Jenő Hubay sino il diploma (1903). Dato che era la nipote di Joseph Joachim, ebbe l’opportunità di perfezionarsi con lui a Berlino fino al 1907. Avviata l'attività concertistica, intraprese tournée in l’Europa a volte con la sorella Jelly. All'inizio della prima guerra mondiale le sorelle si trovarono in Inghilterra. Alcuni amici sostennero il loro stato precario e fecero in modo di farle prendere la cittadinanza britannica. Nel 1915 sposò l’avvocato Alexander Fachiri e in quell’occasione cambiò cognome in Adila Fachiri d’Arányi. Dopo la guerra riprese l’attività concertistica, suonando nelle principali città europee, oltre ad apparire regolarmente ai concerti londinesi.
Nel 1932 Sir Arthur Somervell dedicò il Concerto per violino in sol maggiore (1932) ad Adila.
Nel 1928 Adila registrò la Sonata n. 10 di Beethoven, e un movimento della Sonata n. 2 BWV 1015 di Bach, col pianista Donald Tovey.  
Nel 1929 Gustav Holst scrisse per le due sorelle d’Aranyi il Concerto per due violini e orchestra op. 49. 
Nel 1933 Adila e Jelly D’Aranyi durante una serie di sedute spiritiche (attraverso le "voci" di Robert Schumann e di Joachim) avrebbero ricevuto informazioni sull’esistenza di un Concerto di Schumann del quale non avevano mai sentito parlare in precedenza. In merito a questo Concerto si sono sovrapposte intricate vicende e a distanza di anni non si sono ancora riusciti a separare i fatti reali dalle opinioni. Dopo l’effettiva riscoperta del manoscritto in una biblioteca tedesca, il Concerto fu eseguito in prima assoluta in Germania con Georg Kulenkampff e poi in prima londinese dalla sorella Jelly d’Aranyi.
Le due sorelle d’Aranyi continuarono ad esibirsi in pubblico sino al 1960 quando si ritirarono dalle scene.
Adila d’Arányi morì a Londra nel 1962.